# Litargus sexpunctatus
Litargus sexpunctatus is een keversoort uit de familie boomzwamkevers (Mycetophagidae). De wetenschappelijke naam van de soort werd in 1826 gepubliceerd door Thomas Say.